# Спомен-костурница на Церу
Спомен-костурница на Церу је изграђена у селу Текериш на планини Цер, у коме су сахрањени посмртни остаци погинулих српских војника после Битке на Церу у Првом светском рату. Спомен-костурница на Церу представља знаменито место као споменик културе од изузетног значаја.

## Историја
У току Првог светског рата, 1914. године, на планини Цер вођена је жестока борба између српске и аустроугарске војске. Одлучујућа битка одиграла се на Текеришу, селу на југоисточним огранцима планине Цера, у времену од 15. до 19. августа. Српска војска извојевала је победу над аустроугарском војском, одлучујућу у Церској операцији. Србија је имала 16.304 борца избачена из строја, а аустроугарска 25.000. Спомен-костурница, откривена 28. јуна 1928. године, налази се у центру села. У њој је сахрањено око 3.500 српских војника као и изгинули Чеси, припадници 28. прашког пука, који су са песмом „Хеј Словени“ кренули према српским положајима да се предају. Аустријанци, у чијем саставу су били чешки војници, десетковали су их.

## Опис
Спомен-костурница је у форми природне стене висине 10 метара. У њеним темељима су сахрањени посмртни остаци палих ратника. На врху споменика је орао раширених крила, који у кљуну држи ловоров венац. Са предње, западне стране пирамиде налази се штит са крстом, четири оцила, круном, датумом „18. август 1914 г“ и текстом „ВАША ДЕЛА СУ БЕСМРТНА“. На постаменту је седам спомен-плоча са посветама и ликовима војводе Радомира Путника и војводе Степе Степановића. Споменик је пројектовао архитекта Бојић.
Северно од костурнице налази се некадашња капела, у коју је после Другог светског рата Народни музеј из Шапца поставио изложбу о Церској бици.
Пред улазом у Музеј постављене су 1989. године бисте војвода Радомира Путника, Степе Степановића, Живојина Мишића и Петра Бојовића.
Поводом 100 година битке 2014. године постављене су и бисте краља Петра I Карађорђевића, врховног команданта и касније краља Александра I Карађорђевића. На улазу у комплекс је подигнута и спомен-чесма од камена са клупама и порцеланском сликом војводе Степе Степановића и место са спомен-плочом где је пресађена бресква која је никла из грла погинулог ратника, названа „Војникова шантелија”.
Конзерваторски радови су обављени 1964, 1989 и 2004–2005. године.